# Еррол Макфарлейн
Еррол Макфарлейн (англ. Errol McFarlane; 10 жовтня 1977, Порт-оф-Спейн, Тринідад і Тобаго) — тринідадський футболіст, нападник. Виступав за збірну Тринідаду і Тобаго.

## Клубна кар'єра
Починав свою кар'єру в тринідадському клубі «Дефенс Форс». Потім Макфарлейн протягом багатьох років виступав в Лівані. У 2001 році, граючи за «Аль-Неймех», він став найкращим бомбардиром місцевої першості. У 2001 і 2005 році форвард грав в Ісландії.
Завершив свою кар'єру Макфарлейн у 2011 році в тринідадському «Норт-Іст Старзі».

## Кар'єра в збірній
За збірну Тринідаду і Тобаго нападник дебютував у 2001 році. Входив до розширеного списку кандидатів на участь на чемпіонаті світу 2006 року в Німеччині, але в остаточну заявку збірної не потрапив.
У 2007 році Еррол Макфарлейн разом з національною командою брав участь у Золотому кубку КОНКАКАФ в США, на якому забив гол у ворота Гватемали (1:1), принісши своїй команді єдине очко на турнірі.
Всього за збірну провів 14 матчів, в яких забив 7 голів.

## Досягнення

### Командні
- Чемпіон Тринідаду і Тобаго (2): 1999, 2002.
- Чемпіон Лівану (4): 1999/00, 2001/02, 2003/04, 2004/05.
- Володар Кубка Лівану (1): 2007/08.
- Володар Суперкубка Лівану (1): 2000
- Володар Кубка Ісландії (1): 2001
- Фіналіст Кубка АФК (1) : 2005.

### Особисті
- Найкращий бомбардир Чемпіонату Лівану (1): 2000/01 (21 гол)